# Amal Sewtohul
Amal Sewtohul, né à Quatre Bornes (Île Maurice) en 1971, est un diplomate et écrivain mauricien.

## Biographie
Amal Sewtohul est né en 1971 à Quatre Bornes, ville de l'Île Maurice). Il effectue des études à l’université de Maurice en littératures anglaise et francaise. Il travaille ensuite comme journaliste, avant de rejoindre, en 1996, le Ministère des Affaires Étrangères français. Sa carrière de diplomate le conduit notamment à Pékin, Berlin, Paris, Addis-Abeba et Antananarivo.
Le manuscrit de son premier roman, Histoire d’Ashok et d’autres personnages de moindre importance, remporte en 1999 le prix Jean Fanchette, décerné par la Mairie de Beau Bassin-Rose Hill. J.-M. G. Le Clézio, président du jury, met en avant ses créations auprès des Éditions Gallimard qui le publient dans la collection Continents noirs en 2001.
Auteur de trois romans, Amal Sewtohul remodèle la forme du roman mauricien, apparentée aux constructions à divers étages, postmodernes, et investit dans une esthétique polylogique, mélangeant les histoires et l'Histoire et déclinant les genres. Son roman, L'histoire d'Ashok et d'autres personnages de moindre importance, mêle ainsi la réalité fantasmatique de l'île Maurice et l'histoire des engagés ou coolies. D’un roman à l’autre, l’auteur revient sur l’histoire passée de l’île Maurice, la mémoire des ancêtres et les nombreux épisodes d’immigration qui lui ont donné son caractère pluriethnique et multiculturel.  Ses personnages sont des anti-héros, confrontés aux mystères et à la complexité des origines.

## Œuvre
- Histoire d’Ashok et d’autres personnages de moindre importance, Paris, Éditions Gallimard, coll. « Continents noirs », 2001, 222 p.  (ISBN 2-07-076063-4) - Prix Jean-Fanchette 1999
- Les voyages et aventures de Sanjay, explorateur mauricien des anciens mondes, Paris, Éditions Gallimard, coll. « Continents noirs », 2009, 260 p.  (ISBN 978-2-07-012473-2)
- Made in Mauritius, Paris, Éditions Gallimard, coll. « Continents noirs », 2012  (ISBN 978-2-07-013724-4) - Prix des cinq continents de la francophonie 2013[3].